# سعید پوراسماعیلی
سعید پوراسماعیلی (زادهٔ ۱۳۴۶) فیلم‌بردار، فیلم‌ساز و مدرس سینمای اهل ایران است.

## زندگینامه هنری
سعید پور اسماعیلی فارغ‌التحصیل از دانشگاه هنر تهران در رشته فیلم‌برداری سینما است وی دوره سینمای دیجیتال را در انستیتو لومیر پاریس گذرانده و در حال حاضر معاون فرهنگی و آموزشی انجمن سینمای جوانان ایران است. وی سال‌ها تجربه تدریس در حوزه فیلم برداری و عکاسی داشته و ساخت بیش از ده فیلم کوتاه داستانی و مستند را در کارنامه خود دارد.
او فیلمبرداری و تصویربرداری بیش از ۳۰ فیلم سینمایی، تله فیلم، و فیلم کوتاه، همچنین تدوین فیلم‌های کوتاه و انیمیشن را در کارنامه هنری خود دارد.

## سمت‌ها
- معاون فرهنگی و آموزش انجمن سینمای جوانان ایران.[۳]
- عضو هیئت مؤسس آکادمی ایسفا.
- رئیس هیئت مدیره انجمن فیلم کوتاه ایران.
- مدیرگروه سینما و عکاسی درچند دانشکده علمی کاربردی فرهنگ وهنر.
- معاون پژوهش مدرسه ملی سینما.
- مدیر اجرایی نخستین جایزه پژوهش سینمایی سال.[۴]
- معاون اجرایی مدرسه ملی سینمای ایران
- رئیس انجمن سینمای جوانان نجف آباد

## کارنامه هنری
- کارگردانی فیلم‌های سوپر ۸ ” آخرین خط ” و ” هستم اگر می‌روم ”.
- فیلم برداری فیلم سینمایی سفر مردان خاکستری ساختهٔ امیر شهاب رضویان.
- نویسنده و کارگردانی مجموعهٔ مستند تلویزیونی ” تجدید حیات پایتخت ” در مورد تهران.[۵]
- ساخت فیلم مستند ” از تمام دریچه‌ها ” به عنوان پرترهٔ کمال تبریزی و مستند ” میدان مین ” در بارهٔ فیلم لیلی با من است.